# Paganini, le violoniste du diable

Paganini, le violoniste du diable (Der Teufelsgeiger) est un téléfilm allemand réalisé par Bernard Rose et diffusé en 2013.

## Synopsis
Le violoniste virtuose Paganini vient à Londres pour donner plusieurs concerts organisés par John Watson, imprésario, pianiste et chef d'orchestre. Il tombe amoureux de Charlotte, la fille de ce dernier.

## Fiche technique
- Titre original : Der Teufelsgeiger
- Réalisation : Bernard Rose
- Scénario : Bernard Rose
- Photographie : Bernard Rose
- Musique : David Garrett et Franck van der Heijden
- Pays d'origine :  Allemagne
- Langue : allemand
- Durée : 122 minutes
- Date de diffusion :  France : 18 mars 2016 sur Arte

## Distribution
- David Garrett : Niccolò Paganini
- Jared Harris : Urbani
- Joely Richardson : Ethel Langham
- Christian McKay : John Watson
- Veronica Ferres : Elizabeth Wells
- Helmut Berger : Lord Burghersh
- Olivia d'Abo (VF : Laëtitia Lefebvre) : Primrose Blackstone
- Andrea Deck : Charlotte Watson
- Andrew Tiernan : Freddie